# 驢蹄草
驢蹄草（学名：Trollius paluster）是一種屬於毛茛科驢蹄草屬的多年生草本植物，又名驢蹄菜、沼澤金盞花（Marsh Marigold）、立金花。原產於北半球的溫帶地區，包括歐洲的冰島與俄羅斯北極地區，亞洲溫帶與北極地區及北美洲。

## 名稱與詞源
種小名palustris，名稱來自拉丁文 palus，是「沼澤」的意思，形容驢蹄草多生長在沼澤、溼地等潮濕泥濘的地方。
在拉脫維亞，驢蹄草被稱為Gundega，這個名稱也用作女孩子的名字，是「火」的象徵。Gundega這個字是由uguns（火）和dega（燃燒）兩個字組合而成的，形容某些人在碰到驢蹄草的汁液時會產生灼熱感。

## 形態特徵

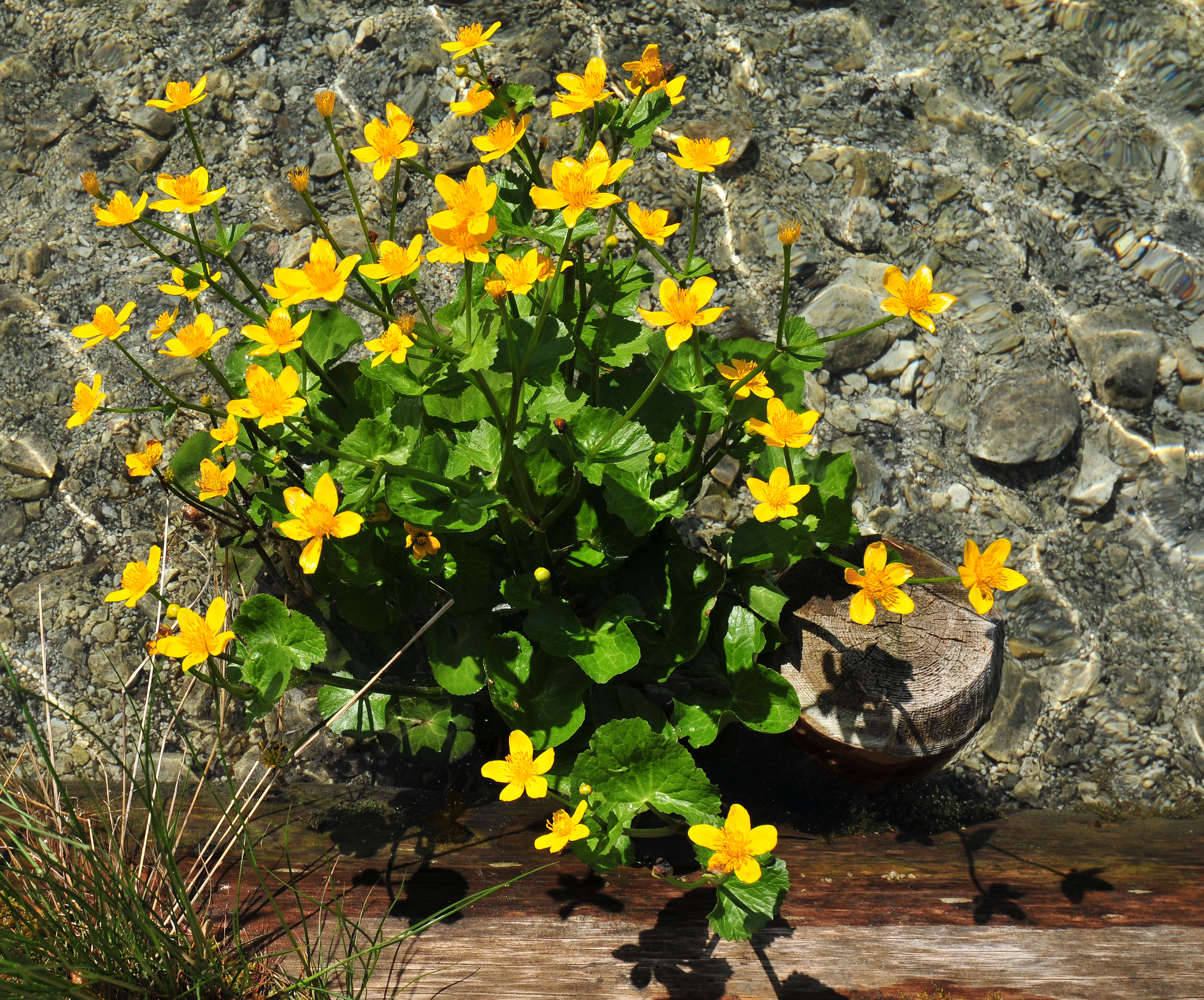
驢蹄草植株外觀

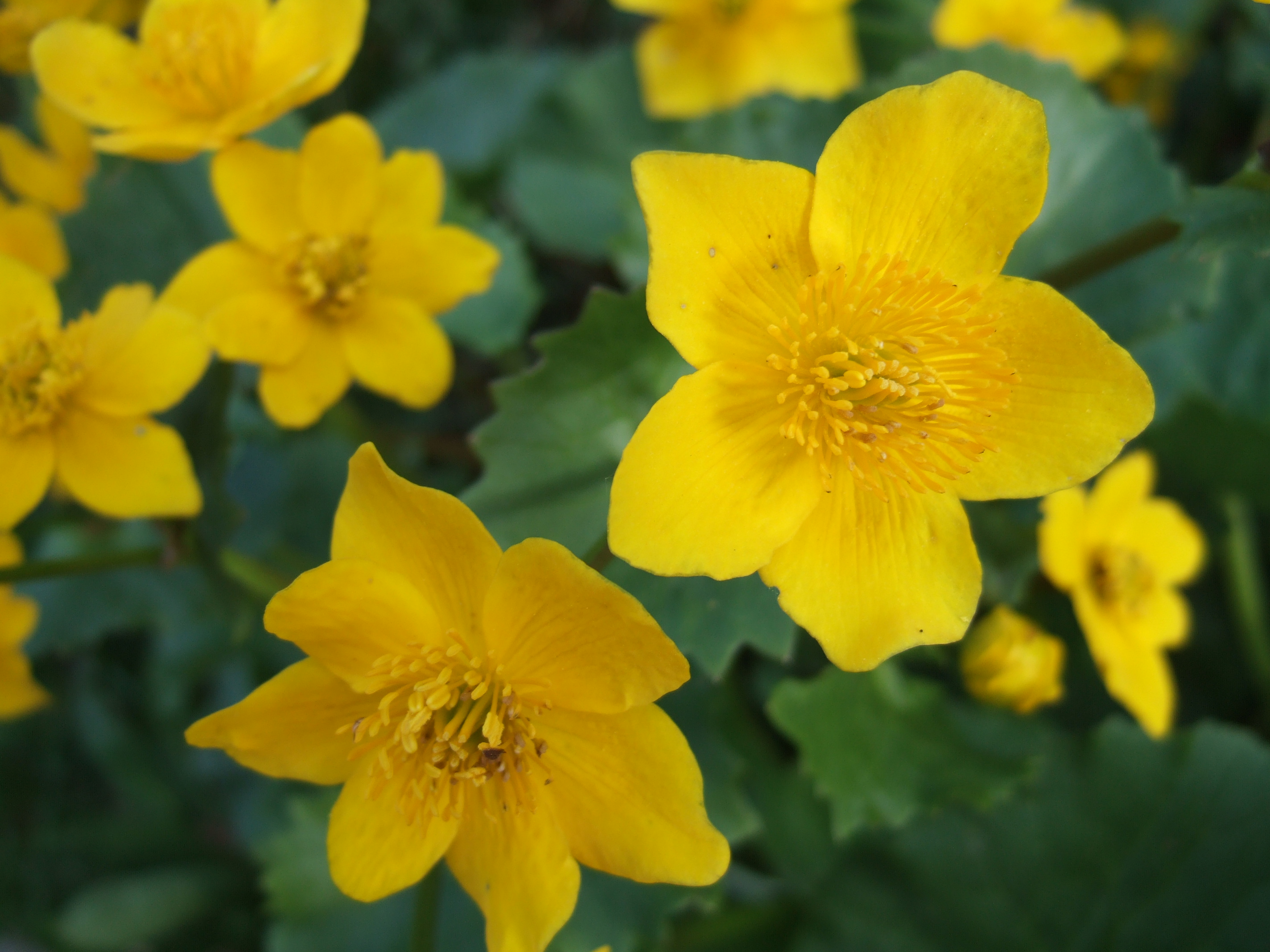
驢蹄草的花

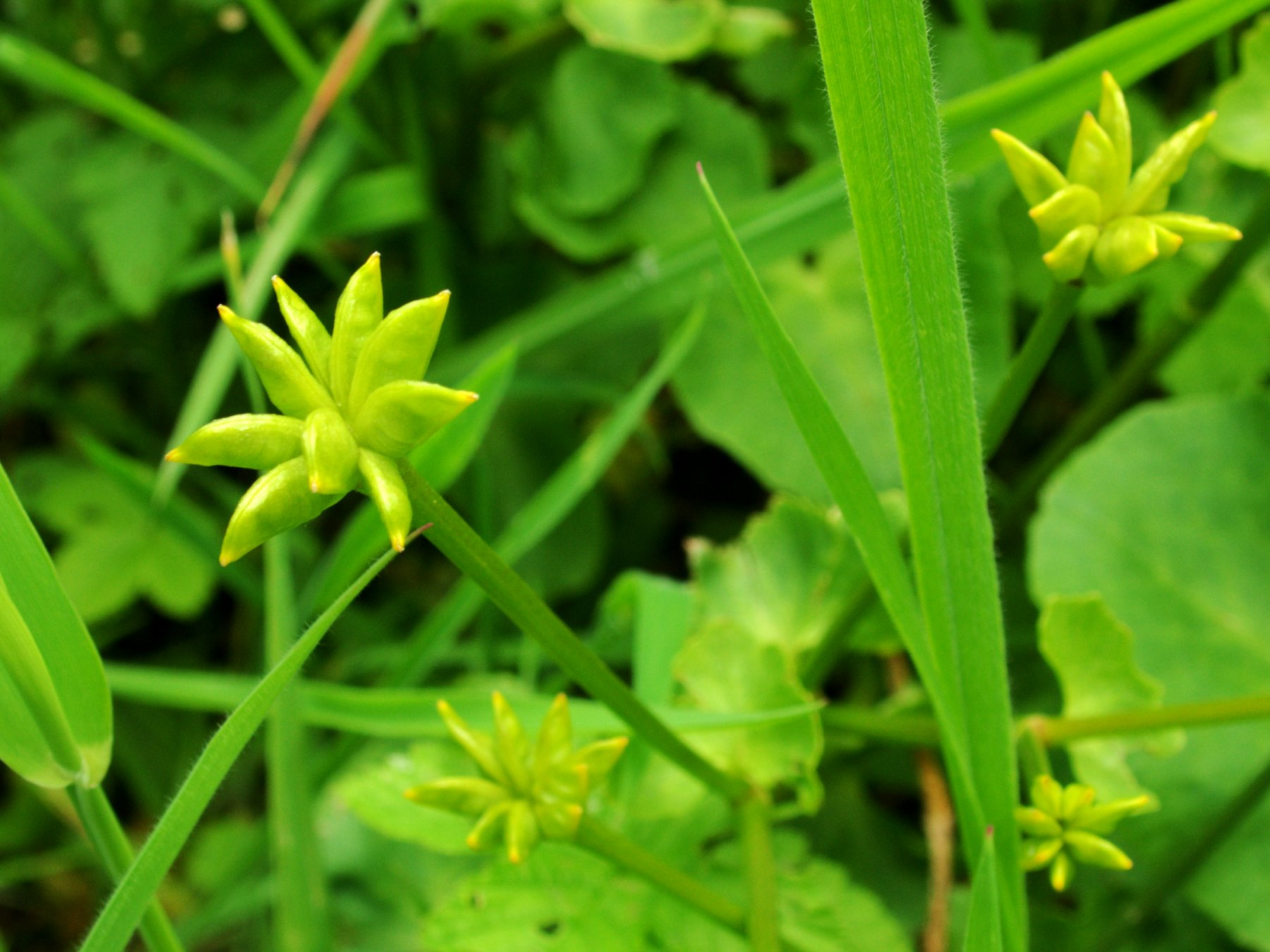
成熟的果實

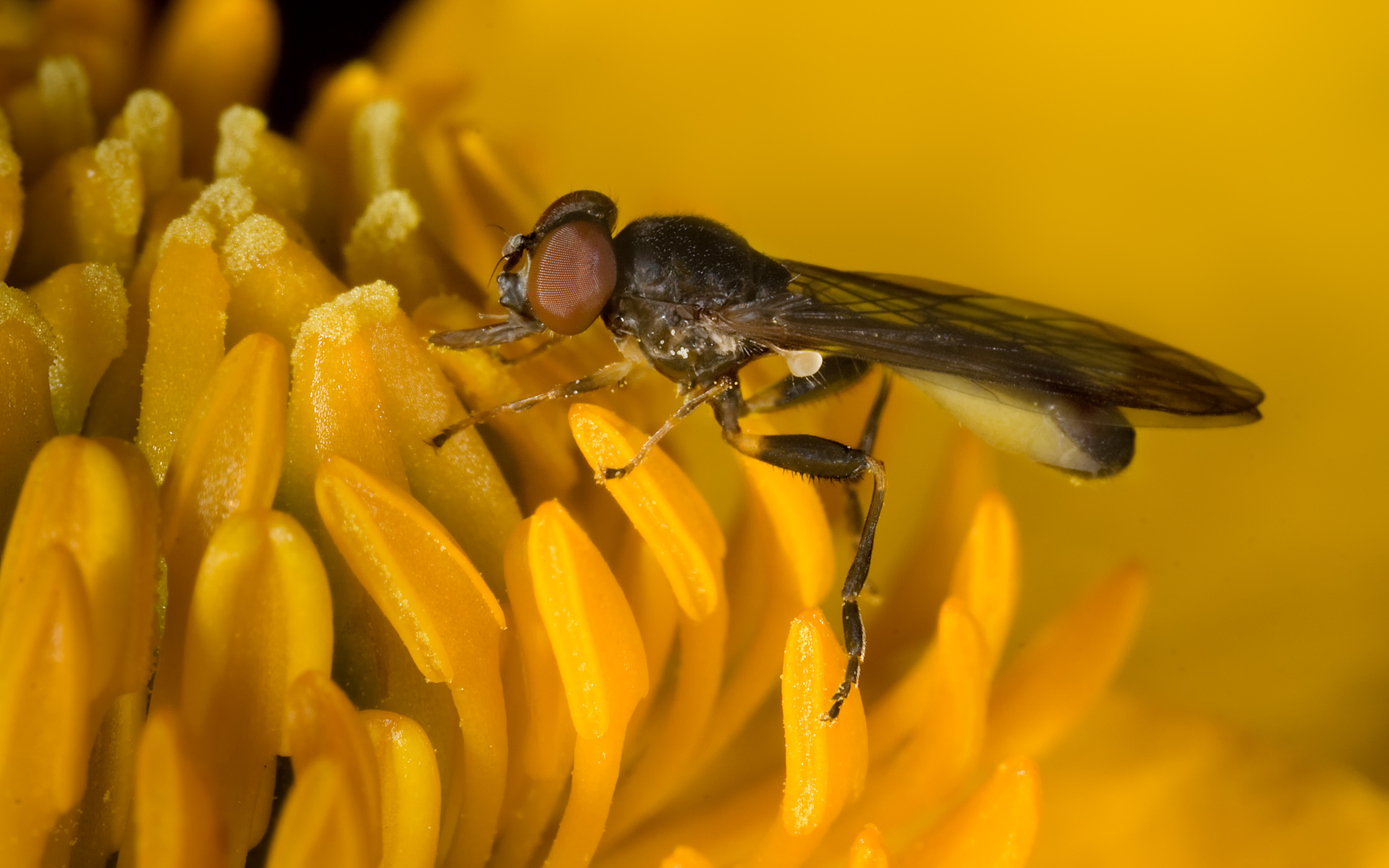
幫助驢蹄草傳播花粉的昆蟲，山地棒腹蚜蠅（Sphegina montana）

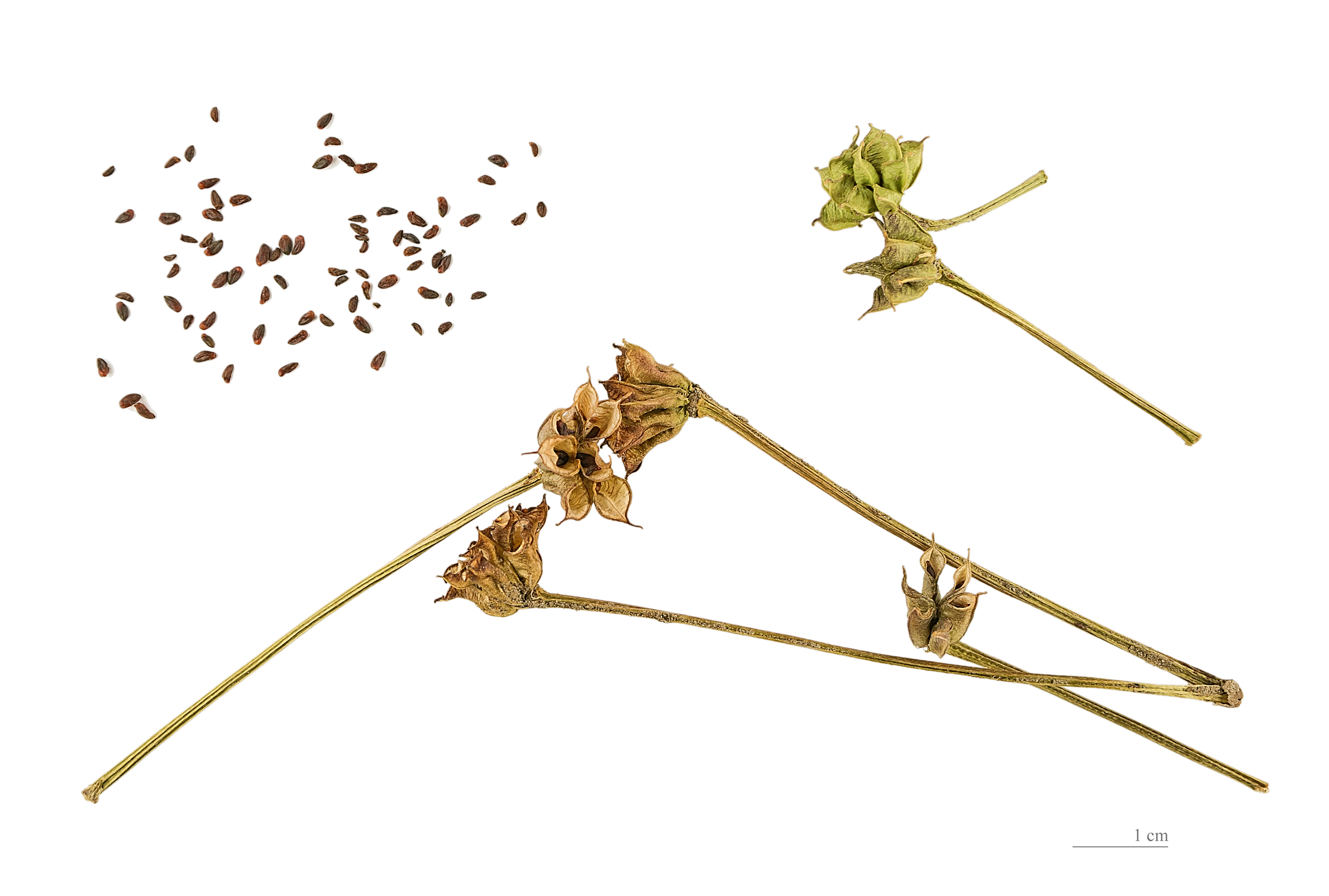
Caltha palustris

驢蹄草是多年生草本植物，株高15至60公分，最高可以生長至80公分。莖中空。葉子形狀為圓形至腎臟形，具有鈍鋸齒狀的葉緣，葉片厚，葉表面光亮蠟質。花黃色，花徑2-5公分，具有4-9片（大多為5片）花瓣狀的萼片，雄蕊黃色，雄蕊多數。在早春至夏末時開花。 在心皮表面各有一個小凹窩，花蜜就是這些凹窩分泌出來的。果實為綠色囊狀的蓇葖果，蓇葖果長1公分，成熟時會裂開釋放出一些種子，種子深褐色，長約0.25公分。
花含有豐富的花粉和花蜜，會吸引許多種類的昆蟲，包括甲蟲、蒼蠅及蜜蜂等來採集，這些昆蟲也會幫助驢蹄草傳播花粉。

## 栽培
驢蹄草喜歡生長在潮濕泥濘的地方，例如濕地、沼澤地、溝渠及潮濕的林地，不過很少出現在泥炭地上。它在有部分遮蔭的環境下生長的最好，植株長的非常茂盛。
生長在黏質土壤裏的驢蹄草繁殖力很強，只要一小段的根狀莖就可生長繁殖，蔓延散布至花園各處，因此在某些花園裏被當做是雜草。但是在氣候溫暖且排水良好的土壤裏，它卻不大會蔓延，很容易枯死。
驢蹄草和許多毛茛科植物一樣，整株植物體都可能含有刺激性或是有毒的物質。已經有報告指出，以手過度的觸摸植物體會導致皮膚發炎及發生皮疹。